# Lijst van grietmannen van Idaarderadeel
Dit is een lijst van grietmannen van de voormalige Nederlandse grietenij Idaarderadeel in de provincie Friesland tot de invoering van de gemeentewet in 1851.
| Ambtsperiode | Naam grietman                           | Leven           | Bijzonderheden |
| ------------ | --------------------------------------- | --------------- | --- |
| 1242         | Haijo de Grouwe                         |                 | |
| 1314         | Wiggherus van Idaard                    |                 | |
| 1369         | Elinghus van Roorda                     |                 | |
| 1392         | Grata Ellingha                          |                 | |
| 1436         | Thiarck van Roorda                      |                 | |
| 1437         | Bocke Uthsma                            |                 | |
| 1438 - 1450  | Jorrit Andringa                         |                 | Vermeld als Jorerd Azynga in 1438 en als Joret Andringa in 1450. |
| 1468         | Popcke van Roorda                       | † na 1480       | Mogelijk een zoon van Thiarck van Roorda. |
| 1477         | Sijbout Tjebbema                        |                 | |
| 1477 - 1478  | Ruurd Oentjes                           |                 | |
| 1479         | Hette Habbazoon                         |                 | Misschien te identificeren als Hette Hettes Jelgersma, een mogelijke schoonzoon van Sijbout Tjebbema. |
| 1482         | Tjaard Gerritzoon                       |                 | |
| 1492         | Oene Juwsma                             | †1492           | Mogelijk dezelfde als de Oene Juwsma die in 1482 als grietman van Leeuwarderadeel voorkwam. |
| 1499         | Aucke Wynia                             |                 | |
| 1502         | Tjerck van Roorda                       | † ca. 1502/1510 | Zoon van Popcke van Roorda. |
| 1510         | Douwe Juwsma                            | †1532           | Zoon van Oene Juwsma. |
| 1517         | Dirk Freerks van Grouw                  |                 | Was tevens grietman van Utingeradeel, welk ambt hij in 1540 afstond. |
| 1522         | Popcke van Roorda                       | †1544           | Neef van Tjerck van Roorda en kleinzoon van de vorige Popcke van Roorda. |
| 1531         | Dirk Freerks van Grouw                  |                 | |
| 1543 - 1550  | Feicke Dircksz                          | †1565           | Zoon van Dirks Freerks van Grouw. |
| 1564         | Sjuck Doekes                            |                 | |
| 1565 - 1567  | Hessel van Oosthem                      | †1568           | Kleinzoon van Hessel van Martena. Hij vluchtte omwille van zijn gezindheid naar Oost-Friesland. |
| 1567 - 1573  | Seckle Gerbesz                          | †1572           | |
| 1573 - 1578  | Wijbrand van Roorda                     | †1584           | Luitenant onder hopman Rienck van Dekema, grietman van Kollumerland en Nieuwkruisland. |
| 1578 - 1586  | Douwe van Sytzama                       | 1548-1607       | |
| 1586         | Syrck van Bootsma                       | 1540-1602       | Provisioneel grietman. Tevens grietman van Rauwerderhem. |
| 1586 - 1601  | Hessel van Bootsma                      | 1552-1616       | Broer van Syrck van Bootsma. |
| 1601 - 1607  | Douwe van Sytzama                       | 1548-1607       | |
| 1607         | Pieter van Eysinga                      | 1564-1645       | Provisioneel grietman. Tevens grietman van Rauwerderhem. Aangeduid als "grietman Eysinga", waarschijnlijk Pieter van Eysinga. |
| 1607 - 1617  | Tjalling Oenes Bangma                   | †1620 of 1621   | Kwam in 1617 nog voor als grietman. |
| 1620 - 1635  | Abraham van Roorda                      | 1570-1649       | |
| 1635 - 1670  | Carel van Roorda                        | ca. 1609-1670   | Neef van Abraham van Roorda. Studeerde rechten te Franeker. |
| 1670 - 1673  | Laes van Burmania                       | ca. 1638-1691   | Werd vervolgens grietman van Leeuwarderadeel. |
| 1673 - 1678  | Sape van Wissema                        | ca. 1623-1678   | Zwager van Carel van Roorda Ook wel: Sabinus van Wissema. Schoonzoon van Bocke van Burmania, grietman van Hennaarderadeel. |
| 1678 - 1692  | Ulbe van Aylva                          | ca. 1660-1725   | Werd vervolgens grietman van Oostdongeradeel. |
| 1692 - 1694  | Martinus van Wijckel                    | 1652-1694       | |
| 1695 - 1727  | Tjalling Homme van Camstra              | 1664-1727       | Zwager van Ulbe van Aylva. |
| 1727 - 1742  | Tjalling Willem van Camstra             | 1685-1742       | Zoon van Tjalling Homme van Camstra. Schoonzoon van Aulus van Haersma, grietman van Smallingerland. |
| 1742 - 1761  | Hans Willem van Camstra                 | 1687-1761       | Jongere broer van Tjalling Willem van Camstra. Werd in 1749 ook drost van Bredevoort. |
| 1763 - 1795  | Cornelis van Scheltinga                 | 1743-1812       | |
| 1795 - 1816  |                                         |                 | Geen grietmannen wegens de Franse Tijd. Idaarderadeel werd als drostambt gecombineerd met Tietjerksteradeel, bestuurd door drost Jetze van Sminia. En vanaf 1806 door Sybrand van Haersma, later aangeduid als baljuw. Van 1810 tot 1813 was de grietenij opgedeeld in de mairien Grouw en Roordahuizum met aan het hoofd de maires Gabe van Asperen en Nolke Jurgens Oevering. Deze tweedeling bleef bestaan tot 1816, maar wel onder het gezag van een schout. |
| 1816 - 1817  | jhr.mr. Hector van Sminia               | 1763-1816       | Zijn vader Hobbe Baerdt van Sminia was grietman van Aengwirden. Zijn schoonvader Daniël de Blocq van Haersma was grietman van Achtkarspelen; hij werd begin 1816 jonkheer. |
| 1817 - 1841  | Maurits Pico Diederik baron van Sytzama | 1789-1848       | in 1814 was hij jonkheer geworden, in 1825 werd hij erkend als baron. |
| 1841 - 1843  | Eyzo de Wendt baron van Sytzama         | 1816-1843       | Zoon van Maurits Pico Diederik baron van Sytzama. |
| 1843 - 1851  | Cornelis Bergsma                        | 1799-1881       | Werd de eerste burgemeester van Idaarderadeel. |